# Yeongheungdo
Yeongheungdo är en ö i Sydkorea.   Den ligger i provinsen Incheon, i den nordvästra delen av landet, 60 km sydväst om huvudstaden Seoul. Arean är 23,5 kvadratkilometer.
Terrängen på Yeongheungdo är platt. Öns högsta punkt är 141 meter över havet. Den sträcker sig 7,4 kilometer i nord-sydlig riktning, och 6,7 kilometer i öst-västlig riktning.